# Kesseböhmer Metallwaren
Die Kesseböhmer Holding KG ist die Konzernobergesellschaft der Kesseböhmer-Gruppe mit Sitz im niedersächsischen Bad Essen-Dahlinghausen. Produktionsstätten befinden sich in Bad Essen-Dahlinghausen, Bohmte, Weilheim an der Teck, Lübeck, Herrnhut, Quedlinburg, Preußisch Oldendorf, Rockenhausen, Aschach (Österreich) und Budapest (Ungarn).

## Geschichte
1954 übernahmen Josef und Heinrich J. Kesseböhmer die Produktionsstätten der Firma Becker & Co. in Dahlinghausen. Hergestellt wurden zunächst Körbe aus Draht für den landwirtschaftlichen Bedarf und Dekoständer für den Ladenbau und die Warenpräsentation.
1969 wurde das Werk in Bohmte eröffnet. 1998 wurde ein Zulieferbetrieb in Herrnhut und ein Werk in Weilheim an der Teck mit den Produktprogrammen Büromöbel und Caravanausstattungen übernommen.
Zum 1. September 1999 wurde der Ladenausstatter storebest GmbH & Co. KG in Lübeck übernommen. Das in den Bereichen Warenpräsentation und Ladenbausysteme tätige Unternehmen realisierte einen Umsatz von 70 Mio. DM.
Die auf Komponenten für höhenverstellbare Möbel spezialisierte Tochterfirma Kesseböhmer Produktions Verwaltungs GmbH mit Sitz in Weilheim an der Teck wurde im Herbst 2023 in EPT Energietechnik Produktions Verwaltungs GmbH umbenannt und meldete im Dezember 2023 Insolvenz an. Das Unternehmen wurde liquidiert und der Standort wurde von einer anderen Gesellschaft der Kesseböhmer-Gruppe übernommen.

## Anteilseigner
- Maximilian Kesseböhmer zu 1/3
- Alexa Marie Kesseböhmer zu 1/3
- Claudius Heinrich Kesseböhmer zu 1/3

## Produkte
- Einbau- und Beschlagsysteme als einer der führenden Zulieferer der Küchenmöbelindustrie mit weltweitem Vertrieb
- Einbau- und Möbelsysteme für die Caravanindustrie
- Warenpräsentationssysteme wie Displays, Warenständer, Regale, Shop-in-shop-Systeme
- Ergonomietechnik für die Büromöbelindustrie
- Automotive- und Industrieprodukte, Galvanik